# غلين هال (لاعب دوري الرغبي)
غلين هال (بالإنجليزية: Glenn Hall)‏ هو لاعب دوري الرغبي أسترالي، ولد في 21 مارس 1981 في سيدني في أستراليا.